# 皖南事変
皖南事変（かんなんじへん）は、1941年に中国安徽省南部で起こった中国国民党軍（国民革命軍）と中国共産党軍の武力衝突。具体的には、国民党軍と新四軍の衝突であるが、共産党は事変発生時・発生後に国民党による軍事クーデターであると宣伝した。

## 背景
中国共産党第六期六中全会（1938年）で共産党は勢力拡大路線を決定した。当時共産党の根拠地は延安を中心とした黄河中流域と華北の日本軍勢力圏内でのゲリラ根拠地であった。北方では優勢な共産党・八路軍も、江南地域においては長征による根拠地放棄の結果、国民党政権の影響力が圧倒的であり新四軍もわずかな兵力（設立当初は1万人程度）しかもっていなかった。この決定を受けて、江南抗日義勇軍が組織され、新四軍との共闘、江南における根拠地確保が進められることとなった。
当時南京を中心とする地域は日本軍との戦闘に敗れた国民党軍が撤退した後、中国側勢力の存在しない地域であったことも、この決定を後押しする材料であった。
しかしながら、当該地域には国民党系の忠義義勇軍が既に組織されており、また国民党正規軍も抗日戦線を展開していた（実際には汪兆銘政権との馴れ合いで、実質的な戦闘はほとんど行われなかった）。このため、国民党との摩擦は避けられないものとなったが、中共中央は延安根拠地をはじめとした当時経済基盤が弱く、イデオロギーのみでは軍はおろか組織としての共産党の維持もままならない状況に陥っていた。

## 伏線
黄河以南に進出した共産党勢力は江蘇省北部で国民党勢力と激しい摩擦を引き起こした。国民党・共産党ともこの時期の衝突を摩擦と称しているものの、実際には内戦に近い激しい戦闘が繰り広げられた（蘇北摩擦）。
蔣介石の考える国共合作とは、黄河以北では共産党が、長江以南では国民党がそれぞれ主導で抗日戦線を展開し、その緩衝地帯である長江以北・黄河以南は統一戦線を展開するというものであったものと思われる。実際、この時期に長江以南で活動する統一抗日戦線であった新四軍に対してそれまで行っていた財政援助を打ち切る旨通達している。
当時の蔣介石が本気で国共合作・抗日統一戦線を構築しようとしていたかは不明な点も多いが、江蘇北部の戦闘行為を「摩擦」と呼ぶこと、その後の皖南事変ではソ連・英国・米国などから抗日統一戦線を破壊する行為として激しく非難され、またその非難を蔣介石はある程度予想していた様子があることなど、少なくともこの時期には自らの勢力圏内に入り込んだ共産勢力を穏便に黄河北部へ移動させようと努力していたことが垣間見られる。

## 発端
1940年10月19日、蔣介石は何応欽・白崇禧の国民党政府正・副参謀総長名義の、黄河以南で交戦中の共産党軍（新四軍・八路軍）に対して一ヶ月以内に黄河以北へ移動するよう、朱徳・彭徳懐宛に命令書を打電した。これに対して同年11月9日中共中央は命令を拒否、ただし情勢にかんがみ指定戦力の長江以北への移動を返答した。

## 事変発生
1941年1月4日、葉挺指揮下の新四軍9000名の部隊は安徽省南部茂林を移動中、国民党軍8万人に包囲され、7日間の戦闘の結果2000名が脱出に成功するが、2000人以上が戦死、4000人余が捕虜となった。軍長葉挺は身柄を拘束され、副軍長項英は部下の裏切りによって殺された。

## 結果
共産党
この事変を共産党は「国民党（蔣介石）・南京（汪兆銘）政府・在華日本軍の共謀による反共クーデター」と宣伝し、国際的にもこの宣伝はかなりの効果を挙げた。ただし、形式的には国共合作は放棄していない。
事変後、共産党は壊滅した新四軍を再編して軍長代理に陳毅を派遣、政治局員に劉少奇を選任した。しかし、江南における根拠地確保は白紙に戻り、華北拠点の拡充を重点にすえることとなり、八路軍の百団大戦を発動することとなる。
国民党
蔣介石は1月17日この事変は新四軍の反乱であったと発表、新四軍の認識番号を抹消した。しかし、事変発生後の共産党によるプロパガンダにより、援蔣ルートを通じて支援を受けていた英米、またソ連からも激しい非難を浴びることになった。ただし、表向き国共合作は放棄していない。
日本軍
- 直接の結果ではないが、華北地区では八路軍の大攻勢が開始され、終戦まで長大な戦線を展開せざるを得なくなった。
- これに対して江南地域では共産軍は組織的な運営がなされず、専ら国民党軍と戦線で対峙する。国民党軍はゲリラ戦を展開することは少なかったが、南京・武漢・重慶と内陸に向けて首府を疎開させる国民政府を追うことになり、戦線は膠着した。